# Гостомка
Гостомка — река в Кромском районе Орловской области. Исток реки расположен за западной окраиной деревни Гостомль, на отметке высоты 208, течёт в восточном направлении, впадает в реку Ракитня напротив деревни Ракитня, в 7,7 км по левому берегу, на высоте 170 м. Длина реки 14 км. В верховьях пересекает трассу М2.

## Данные водного реестра
По данным государственного водного реестра России относится к Окскому бассейновому округу, водохозяйственный участок реки — Ока от истока до города Орёл, речной подбассейн реки — бассейны притоков Оки до впадения Мокши. Речной бассейн реки — Ока.
Код объекта в государственном водном реестре — 09010100112110000017647.